# Zack! Comedy nach Maß
Zack! Comedy nach Maß war eine halbstündige Sketch-Comedy-Fernsehserie aus Deutschland mit Volker Michalowski in der Hauptrolle.

## Handlung
Komiker und Schauspieler Michalowski spielte einen hilflosen Tollpatsch, der ständig in problematische und komplizierte Alltagssituationen gerät, aus denen er sich mit wenigen Worten, Slapstickeinlagen und verrückten Aktionen immer wieder befreien konnte. Dabei schlüpfte er in jedem Sketch in unterschiedliche Rollen. Insgesamt spielte er seit den ersten Folgen über 100 verschiedene Rollen.

## Wissenswertes
Der zweideutige Titel Comedy nach Maß nimmt Bezug auf Zacks geringe Körpergröße von 1,56 Metern.
Zacks Grimassenschneiderei und Slapstickeinlagen sind seine Markenzeichen. Die Art der Sketche Michalowskis bezeichnet man auch als „visuelle Comedy“ oder auch visual comedy. Sein Entdecker und Produzent als Komiker ist Tommy Wosch.
Regelmäßiges Bildmerkmal der Sendung ist eine auffällige Vignettierung.
Die Sketchshow brachte es auf fünf Staffeln. Die letzte Staffel wurde jedoch nie im Fernsehen gezeigt und stattdessen im Juli 2018 auf DVD veröffentlicht.